# Марк Жирардели
Марк Жирардели (на френски: Marc Girardelli) е австрийски скиор, състезаващ се за Люксембург в алпийските дисциплини. Той е един от най-успешните скиори, петкратен носител на световната купа (1985, 1986, 1989, 1991 и 1993).
Жирардели е универсален скиор, има победи във всички дисциплини, като с най-много титли е в слалома и комбинацията. В стартовете за Световната купа постига 43 победи.
На зимните олимпийски игри в Албервил през 1992 г. печели два сребърни медала, в гигантския и супергигантския слалом.
От световните първенства по ски – алпийски дисциплини има четири златни, четири сребърни и три бронзови медала.

## Биография
Роден е в австрийския град Лустенау, където живее до навършване на 19-годишна възраст. Започва да кара ски от пет годишна възраст под ръководството на баща си. През 1977 г. след конфликт с австрийската федерация по ски семейството му решава синът им да се състезава за Люксембург. Живее в Санкт Гален, Швейцария.
Прекратява състезателната си кариера през 1997 година.
През 2004 г. става консултант на Българската федерация по ски и рекламно лице на зимен курорт Банско.
На 17 декември 2018 г. Марк Жирадели се явява на среща в Министерството на околната среда и водите, където представя документи че притежава 100 % от офшорната фирма T.A.K. Services Limited, мажоритарен собственик на Юлен АД – концесионерът на ски зона Банско.